# کریس پورتر (بازیکن فوتبال، زاده ۱۹۸۳)
کریس پورتر (انگلیسی: Chris Porter؛ زادهٔ ۱۲ دسامبر ۱۹۸۳) بازیکن فوتبال اهل بریتانیا است.
از باشگاه‌هایی که در آن بازی کرده‌است می‌توان به باشگاه فوتبال بری، باشگاه فوتبال اولدهام اتلتیک، باشگاه فوتبال شفیلد یونایتد، باشگاه فوتبال چسترفیلد، باشگاه فوتبال کولچستر یونایتد، باشگاه فوتبال مادرول، باشگاه فوتبال دربی کانتی، و باشگاه فوتبال شروزبری تاون اشاره کرد.